# Бенджеллуль, Малик
Малик Бенджеллуль (араб. مالك بن جلول‎; 14 сентября 1977, Истад — 13 мая 2014, Стокгольм, Швеция) — шведский режиссёр-документалист, обладатель премии «Оскар» (2013).

## Биография
Родился 14 сентября 1977 года в Истаде, в семье врача алжирского происхождения Хасена Бенджеллуль и шведской переводчицы и художника Вероники Шильдт Бенджеллуль.
В 2013 году его фильм «В поисках Сахарного Человека» был удостоен премии «Оскар» за лучший документальный фильм. Бенджеллуль также выиграл премию BAFTA 2013 года, Гильдии режиссёров Америки.
Покончил с собой 13 мая 2014 года.